# Vuelta a Castilla y León 2016
La Vuelta a Castilla y León 2016, trentunesima edizione della corsa, si è svolta in tre tappe dal 15 al 17 aprile 2016, per un percorso totale di 498,3 km. La vittoria finale andò allo spagnolo Alejandro Valverde il quale terminò il percorso in 13h04'55".

## Tappe
| Tappa  | Data      | Percorso                          | km    | Vincitore di tappa      | Leader cl. generale     |
| ------ | --------- | --------------------------------- | ----- | ----------------------- | ----------------------- |
| 1ª     | 15 aprile | Alcañices > Braganza (POR)        | 166,3 | Carlos Alberto Betancur | Carlos Alberto Betancur |
| 2ª     | 16 aprile | Braganza (POR) > Fermoselle       | 170,6 | Alejandro Valverde      | Carlos Alberto Betancur |
| 3ª     | 17 aprile | Salamanca > Alto de la Plataforma | 161,4 | Alejandro Valverde      | Alejandro Valverde      |
| Totale | Totale    | Totale                            | 498,3 |                         |                         |

## Squadre e corridori partecipanti
| N.    | Cod. | Squadra                       |
| ----- | ---- | ----------------------------- |
| 1-7   | MOV  | Movistar Team                 |
| 11-17 | CJR  | Caja Rural-Seguros RGA        |
| 21-27 | DPC  | Drapac Professional Cycling   |
| 31-37 | ONE  | ONE Pro Cycling               |
| 41-47 | SSG  | Stölting Service Group        |
| 51-57 | EUS  | Euskadi Basque Country-Murias |
| 61-67 | BUR  | Burgos BH                     |
| 71-77 | MZN  | Manzana Postobón              |

| N.      | Cod. | Squadra                           |
| ------- | ---- | --------------------------------- |
| 81-87   | DCT  | Inteja-MMR Dominican C.T.         |
| 91-97   | LOK  | Lokosphinx                        |
| 101-107 | RPB  | Rádio Popular-Boavista            |
| 111-117 | W52  | W52-FC Porto-Porto Canal          |
| 121-127 | EFP  | Efapel                            |
| 131-137 | TAV  | Sporting Clube de Portugal/Tavira |
| 141-147 | BRC  | Boyacá Raza de Campeones          |

## Dettagli delle tappe

### 1ª tappa
- 15 aprile: Alcañices > Braganza (POR) – 166,3 km

Risultati
| Pos. | Corridore       | Squadra    | Tempo    |
| ---- | --------------- | ---------- | -------- |
| 1    | Carlos Betancur | Movistar   | 4h27'02" |
| 2    | Pello Bilbao    | Caja Rural | s.t.     |
| 3    | Carlos Barbero  | Caja Rural | a 46"    |

| Pos. | Corridore       | Squadra    | Tempo    |
| ---- | --------------- | ---------- | -------- |
| 1    | Carlos Betancur | Movistar   | 4h27'02" |
| 2    | Pello Bilbao    | Caja Rural | a 4"     |
| 3    | Carlos Barbero  | Caja Rural | a 52"    |

### 2ª tappa
- 16 aprile: Braganza (POR) > Fermoselle – 170,6 km

Risultati
| Pos. | Corridore          | Squadra    | Tempo    |
| ---- | ------------------ | ---------- | -------- |
| 1    | Alejandro Valverde | Movistar   | 4h21'28" |
| 2    | Carlos Barbero     | Caja Rural | a 51"    |
| 3    | José Joaquín Rojas | Movistar   | s.t.     |

| Pos. | Corridore          | Squadra    | Tempo    |
| ---- | ------------------ | ---------- | -------- |
| 1    | Carlos Betancur    | Movistar   | 8h49'11" |
| 2    | Alejandro Valverde | Movistar   | a 3"     |
| 3    | Pello Bilbao       | Caja Rural | a 15"    |

### 3ª tappa
- 17 aprile: Salamanca > Alto de la Plataforma – 161,4 km

Risultati
| Pos. | Corridore          | Squadra    | Tempo    |
| ---- | ------------------ | ---------- | -------- |
| 1    | Alejandro Valverde | Movistar   | 4h15'51" |
| 2    | Joni Brandão       | Efapel     | a 1"     |
| 3    | David Arroyo       | Caja Rural | a 3"     |

| Pos. | Corridore          | Squadra    | Tempo     |
| ---- | ------------------ | ---------- | --------- |
| 1    | Alejandro Valverde | Movistar   | 13h04'55" |
| 2    | Pello Bilbao       | Caja Rural | a 30"     |
| 3    | Joni Brandão       | Efapel     | a 1'06"   |

## Evoluzione delle classifiche
| Tappa              | Vincitore               | Classifica generale Maglia multicolore | Classifica a punti Maglia verde | Classifica scalatori Maglia rossa | Combinata Maglia blu    | Classifica a squadre   |
| ------------------ | ----------------------- | -------------------------------------- | ------------------------------- | --------------------------------- | ----------------------- | ---------------------- |
| 1ª                 | Carlos Alberto Betancur | Carlos Alberto Betancur                | Carlos Alberto Betancur         | Raúl Alarcón                      | Carlos Alberto Betancur | Movistar Team          |
| 2ª                 | Alejandro Valverde      | Carlos Alberto Betancur                | Carlos Barbero                  | Raúl Alarcón                      | Alejandro Valverde      | Movistar Team          |
| 3ª                 | Alejandro Valverde      | Alejandro Valverde                     | Alejandro Valverde              | Raúl Alarcón                      | Alejandro Valverde      | Caja Rural-Seguros RGA |
| Classifiche finali | Classifiche finali      | Alejandro Valverde                     | Alejandro Valverde              | Raúl Alarcón                      | Alejandro Valverde      | Caja Rural-Seguros RGA |

## Classifiche finali

### Classifica generale - Maglia multicolore
| Pos. | Corridore          | Squadra     | Tempo     |
| ---- | ------------------ | ----------- | --------- |
| 1    | Alejandro Valverde | Movistar    | 13h04'55" |
| 2    | Pello Bilbao       | Caja Rural  | a 30"     |
| 3    | Joni Brandão       | Efapel      | a 1'06"   |
| 4    | David Arroyo       | Caja Rural  | a 1'10"   |
| 5    | Jaime Rosón        | Caja Rural  | a 1'32"   |
| 6    | Winner Anacona     | Movistar    | a 1'43"   |
| 7    | Rafael Reis        | Porto Canal | s.t.      |
| 8    | Garikoitz Bravo    | Euskadi     | a 2'23"   |
| 9    | Carlos Betancur    | Movistar    | a 2'51"   |
| 10   | Linus Gerdemann    | Stölting    | s.t.      |

### Classifica a punti - Maglia verde
| Pos. | Corridore          | Squadra    | Punti |
| ---- | ------------------ | ---------- | ----- |
| 1    | Alejandro Valverde | Movistar   | 58    |
| 2    | Pello Bilbao       | Caja Rural | 38    |
| 3    | Joni Brandão       | Efapel     | 38    |
| 4    | Carlos Barbero     | Caja Rural | 36    |
| 5    | Carlos Betancur    | Movistar   | 32    |

### Classifica scalatori - Maglia rossa
| Pos. | Corridore          | Squadra     | Punti |
| ---- | ------------------ | ----------- | ----- |
| 1    | Raúl Alarcón       | Porto Canal | 18    |
| 2    | Alejandro Valverde | Movistar    | 16    |
| 3    | David Arroyo       | Caja Rural  | 10    |
| 4    | Pello Bilbao       | Caja Rural  | 8     |
| 5    | Joni Brandão       | Efapel      | 8     |

### Classifica combinata - Maglia blu
| Pos. | Corridore          | Squadra    | Punti |
| ---- | ------------------ | ---------- | ----- |
| 1    | Alejandro Valverde | Movistar   | 4     |
| 2    | Pello Bilbao       | Caja Rural | 8     |
| 3    | Joni Brandão       | Efapel     | 11    |
| 4    | David Arroyo       | Caja Rural | 14    |
| 5    | Jaime Rosón        | Caja Rural | 27    |

### Classifica a squadre
| Pos. | Squadra                       | Tempo     |
| ---- | ----------------------------- | --------- |
| 1    | Caja Rural-Seguros RGA        | 39h17'48" |
| 2    | Movistar Team                 | a 1'38"   |
| 3    | W52-FC Porto-Porto Canal      | a 9'46"   |
| 4    | Euskadi Basque Country-Murias | a 12'59"  |
| 5    | Efapel                        | a 15'34"  |